# Мале Радовиська
Мале Радовиська (пол. Małe Radowiska) — село в Польщі, у гміні Ринськ Вомбжезького повіту Куявсько-Поморського воєводства.
Населення — 419 осіб (2011).

## Демографія
Демографічна структура станом на 31 березня 2011 року:
|          | Загалом | Допрацездатний вік | Працездатний вік | Постпрацездатний вік |
| -------- | ------- | ------------------ | ---------------- | -------------------- |
| Чоловіки | 225     | 55                 | 153              | 17                   |
| Жінки    | 194     | 55                 | 96               | 43                   |
| Разом    | 419     | 110                | 249              | 60                   |